# دیوان عالی بریتانیا
دیوان عالی بریتانیا (به انگلیسی: Supreme Court of the United Kingdom)، دیوان عالی در نظام حقوقی مدنی انگلستان، ولز، ایرلند شمالی و اسکاتلند است که آخرین مرجع و عالی‌ترین دادگاه تجدیدنظر در بریتانیا به‌شمار می‌رود. نقش دیوان عالی بریتانیا به عنوان دادگاه تجدیدنظر در پرونده‌های کیفری شامل منطقه اسکاتلند نمی‌شود.
این دادگاه بر پایه مصوبهٔ اصلاحی مشروطه (۲۰۰۵) تشکیل و در ۱ اکتبر ۲۰۰۹، آغاز به کار کرد.

## پیدایش
صبحت پیدایش دیوان عالی بریتانیا و چگونگی کارکرد آن از چندین دهه پیش وجود داشته‌است. در سال ۲۰۰۳، دولت بریتانیا رسماً نتیجه بررسی خود در مورد تجدید ساختار نظام قضایی را منتشر کرد. در این بررسی، پیدایش وزارت دادگستری بریتانیا نیز ارائه شده بود. وظیفه وزارت دادگستری، که در سال ۲۰۰۷ ایجاد شد نظارت بر سازماندهی و تشکیلات قوه قضاییه و ارائه خدمات به آن است.
تا پیش از آغاز به کار دیوان عالی بریتانیا، کمیته قضایی مجلس اعیان بریتانیا، جایگاه عالی‌ترین نهاد دادخواهی و مرجع نهایی استیناف در بریتانیا را بر عهده داشت. یک ایراد که به کمیته قضایی مجلس اعیان بریتانیا گرفته می‌شد، این بود که ساختار آن به سده‌ها پیش بازمی‌گشته و با نیازهای امروزی سازگار نیست. دوم اینکه، ارجاع پرونده قضایی به مجلس اعیان بریتانیا که بخشی از قوه مقننه بود و سپردن ریاست آن به رئیس مجلس اعیان بریتانیا که از سوی دولت یا قوه مجریه منصوب می‌شد به معنی مخلوط شدن وظایف سه قوه بود.
با اینکه قضات عضو مجلس اعیان بریتانیا از استقلال کامل برخوردار بودند، اما ساختار این کمیته باعث می‌شد تا موقعیت آنها و روند رسیدگی به پرونده‌ها پیچیده و مبهم باشد. به گفته منتقدان، تقسیم مسئولیت نظارت و ارائه خدمات به قوه قضاییه بین نهادهای مختلف با اصل تمرکز مسئولیت و تضمین کارایی در تشکیلات عمومی انطباق نداشت.
برخی نیز می‌گفتند که کمیته قضایی مجلس اعیان بریتانیا کم‌هزینه بوده و ساختار آن در طی سده‌ها کامل شده‌است؛ بنابراین خواستار حفظ نظام قضایی پیشین بودند.

## کارکرد
اهمیت وجود دیوان عالی بریتانیا به خاطر وجود یک نهاد کاملاً مشخص و مستقل از دیگر بخش‌های حکومت، برای اطمینان‌بخشی به جامعه در مورد استقلال عمل روند تجدید نظر قضایی و عدم تاثیرپذیری آن از سایر قوا است.
دیوان عالی در رسیدگی به پرونده‌ها تنها به ایرادات احتمالی از لحاظ «شکلی» یعنی رعایت یا عدم رعایت کامل قوانین و آیین دادرسی توسط محاکم پائین‌تر می‌پردازد و به محتوا یا ماهیت پرونده، مانند شواهد و مدارک، ورود نمی‌کند.
از دیگر وظایف این دیوان اظهار نظر و رای در مورد موضوعات مرتبط با موازین قانون اساسی بریتانیا است. اما از آنجا که نظام سیاسی بریتانیا بر مبنای حاکمیت مطلق مجلس عوام بریتانیا به عنوان نماینده منتخب مردم است اختیارات دیوان عالی در مورد مصوبات پارلمان به مراتب محدودتر از اختیارات دیوان عالی در برخی دیگر از کشورهاست. دیوان عالی بریتانیا تنها در مورد انطباق یا عدم انطباق با موازین مصوبه‌ها با حقوق بشر می‌تواند مصوبات به مجلس عوام ورود کند.
دیوان عالی حق اظهار نظر و در صورت لزوم، رای به لغو قوانین ثانویه شامل بخشنامه‌ها یا مقرراتی را دارد که بر پایه قوانین مصوب تدوین شده و به نظر شاکیان، از محدوده تعیین شده توسط این قوانین تخطی کرده‌است.

## اعضا
دیوان عالی بریتانیا دارای یک رئیس، یک نایب رئیس و ده قاضی دیگر است. این افراد از میان قضات باسابقه و کاردان در زمینه‌های گوناگون حقوقی انتخاب می‌شوند تا توانایی رسیدگی به پرونده‌های متنوع فرستاده شده به دیوان را داشته باشند. در صورت لزوم، رئیس دیوان می‌تواند از قضات دیگری هم برای حضور موقت در رسیدگی به پرونده‌های خاص دعوت کند.
برای گزینش قضات دیوان عالی، «کمیسیون گزینش» متشکل از رئیس و نایب رئیس دیوان عالی و شماری از اعضای «کمیسیون مستقل انتصاب قضات» که وظیفه انتخاب و انتصاب قضات محاکم مختلف را برعهده دارد، تشکیل می‌شود. قضات منتخب این کمیسیون برای عضویت در دیوان عالی به وزیر دادگستری پیشنهاد می‌شوند. اگر وزارت دادگستری مخالفتی با او وجود نداشته باشد پادشاه بریتانیا به درخواست نخست‌وزیر بریتانیا حکم انتصاب او را صادر می‌کند. همچنین دولت بریتانیا می‌تواند با فرد پیشنهاد شده مخالفت کند و از کمیسیون بخواهد در انتخاب خود بازنگری کند. اما رخداد چنین وضعیتی با توجه به تخصص قضایی کمیسیون گزینش، چندان زیاد نیست.
قضات دادگاه عالی لزوما «لرد» محسوب نمی‌شوند و به عضویت مجلس اعیان بریتانیا در نمی‌آیند. اما به خاطر سنت‌های قضایی بریتانیا، عنوان افتخاری «لرد» و در مورد قضات زن عنوان «لِیدی» را می‌گیرند و در هنگام حضور در دادگاه، با این عنوان‌ها نامیده می‌شوند.

## پیوند به بیرن
- وبگاه رسمی
- دیوان عالی بریتانیا در وبگاه وزارت دادگستری (بایگانی شده)